# Bournoncle-Saint-Pierre

Bournoncle-Saint-Pierre este o comună în departamentul Haute-Loire, Franța. În 2009 avea o populație de 1,008 de locuitori.